# Pasch (cratère)
Pour les articles homonymes, voir Pasch.
Pasch est un cratère d'impact présent sur la surface de Mercure. 
Le cratère fut ainsi nommé par l'Union astronomique internationale en 2012 en hommage à la peintre suédoise Ulrika Pasch. 
Son diamètre est de 36,66 km. Il se situe dans le quadrangle de Raditladi (quadrangle H-4) de Mercure.